# Jason Hervey
Jason Robert Hervey (Los Angeles, 6 aprile 1972) è un attore e produttore televisivo statunitense.
Il suo ruolo più noto è quello di Wayne Arnold in Blue Jeans.

## Biografia
Hervey è nato a Los Angeles da Marsha e Alan Hervey. All'inizio della sua carriera ha avuto piccoli ruoli in film tra cui Ritorno al Futuro, Pee-wee's Big Adventure, Meatballs 2 e Scuola di Polizia 2 - Prima missione. Ha avuto un ruolo ricorrente anche nell'ultima stagione de Il mio amico Arnold. Il suo ruolo più noto è però quello di Wayne Arnold in Blue Jeans. Lui e il collega Fred Savage sono apparsi in Justice League Unlimited.
Da questo momento in poi ha lavorato dietro la macchina da presa per una manciata di film per la televisione e alcune serie televisive. Successivamente, è apparso in Hogan Knows Best.

## Filmografia parziale
- La forza dell'amore (The Buddy System) - 1984
- Meatballs 2 (Meatballs Part II) - 1984
- Frankenweenie - 1984
- Scuola di Polizia 2 - Prima missione (Police Academy 2: Their First Assignment) - 1985
- Ritorno al Futuro (Back to the Future) - 1985
- Pee-wee's Big Adventure - 1985
- Il mio amico Arnold (Diff'rent Strokes) - 1985/1986
- A scuola con papà (Back to School) - 1986
- Scuola di mostri (The Monster Squad) - 1987